# Nicolai Eigtveds Gade
Nicolai Eigtveds Gade er en gade på Christianshavn, opkaldt efter arkitekten Nicolai Eigtved (1701-1754). Han var en af hovedkræfterne bag rokokoarkitekturen i Danmark og stod bl.a. bag Christians Kirke, der ligger ved siden af gaden.

## Fra skibsværfter til moderne erhvervsbyggeri
Området, hvor gaden ligger, var tidligere præget af skibsindustri. I anden halvdel af 1800-tallet og frem til 1980’erne var det domineret af Burmeister & Wains store værftshaller.
Efter værftets lukning blev området omdannet til erhvervskvarter, hvor Skatteministeriets kontorbygninger, tegnet af Henning Larsens tegnestue, blev opført i årene 1996-2000.